# Jean Grenier (écrivain)
Pour les articles homonymes, voir Jean Grenier et Grenier (homonymie).
Jean Grenier, né le 6 février 1898 à Paris et mort 5 mars 1971 à Vernouillet, est un philosophe et écrivain français.

## Biographie

### Jeunesse et formation
Camille Jean Charles Grenier est le fils d'Achille Camille Alfred Grenier, rédacteur principal, et de Joséphine Julie Hue. Il passe son enfance et son adolescence à Saint-Brieuc, en Bretagne, le pays de Jules Lequier, philosophe à qui il consacrera sa thèse de doctorat. Il est élève du collège Saint-Charles de Saint-Brieuc, aujourd'hui également lycée et collège.
Ces premières années, pendant lesquelles il fait la connaissance de Louis Guilloux, d'Edmond Lambert et de Max Jacob, seront évoquées dans le roman autobiographique Les Grèves (1957).

### Carrière universitaire et littéraire
Reçu en 1922 à l’agrégation de philosophie, Jean Grenier commence sa carrière universitaire à l'Institut français de Naples, aux côtés d’Henri Bosco.
Après quelque temps passé aux éditions de La NRF, il revient à l’enseignement : professeur de philosophie au lycée d'Alger de 1930 à 1938. Albert Camus fut son élève, il en naîtra une amitié profonde. Fortement influencé par Les Îles paru en 1933, Camus lui dédie son premier livre L'Envers et l'Endroit publié à Alger par Edmond Charlot ainsi que L'Homme révolté et il préface la deuxième édition des Îles en 1959. Vers 1935, Jean Grenier incite Albert Camus à militer au Parti communiste.
Les deux penseurs ont quand même suivi des voies différentes. Camus, vers la révolte et finalement les cris de La Chute, Jean Grenier vers une contemplation plus indifférente proche du WuWei (non-agir), l’un des préceptes essentiels du taoïsme, et secrètement chrétienne voire quiétiste,.
En 1938, l’Essai sur l'esprit d’orthodoxie rassemble des textes écrits essentiellement en 1936 et 1937, alors brûlants d’actualité, mais « en réaction contre elle ». Cet essai marqua une génération d’intellectuels divisée par le communisme.
Il est membre du jury du Prix de la Pléiade, créé par La Nouvelle Revue française en 1943.
Très au fait des mouvements intellectuels de son temps, Jean Grenier collabore à de nombreuses revues littéraires, philosophiques, artistiques comme L'Œil, XXe Siècle ou encore Preuves. 
Ami de Jean Paulhan, il écrit fréquemment dans La NRF, tient la rubrique artistique dans Combat à l’époque d'Albert Camus et dans l’Express du temps de Jean Daniel. Après avoir enseigné à Alexandrie, au Caire (où il revoit André Gide, qu'il connaissait de la NRF, Edmond Jabès, Taha Hussein, Étiemble, Georges Perros) et à la faculté des lettres de Lille, il occupe de 1962 à 1968 la chaire d’Esthétique et de Science de l'art à la Sorbonne,.
Intéressé par l’évolution de la peinture, il écrit des ouvrages sur la peinture contemporaine : l’Esprit de la peinture contemporaine, Essais sur la peinture contemporaine et Entretiens avec dix-sept peintres non figuratifs. Les réflexions sur l’histoire des théories esthétiques pour ses étudiants de la Sorbonne ont été réunies sous le titre L’art et ses problèmes.
Jusqu’en 1971, année de sa mort, Jean Grenier publie régulièrement des ouvrages traitant de questions philosophiques : Le choix, Entretiens sur le bon usage de la liberté, L’esprit du Tao, L’existence malheureuse, ou plus simplement du quotidien : Sur la mort d’un chien, La vie quotidienne. À la suite de la parution de Albert Camus, il reçut, en novembre 1968, le Grand prix national des Lettres.
Outre des définitions étonnantes de termes et de sentiments notés avec humour au fil des jours, il consigne, dans des Carnets, ses relations avec René Char, Louis Guilloux, Jean Giono, André Malraux, Manès Sperber, avec le groupe de La Nouvelle Revue Française, ainsi que ses conversations avec les nombreux artistes contemporains qui lui rendent visite dans sa maison de Bourg-la-Reine.

## Vie privée
Il est le père de l'artiste peintre Madeleine Grenier (1929-1982) et du diplomate Alain Grenier (1930-2022). Son épouse, née Marie-Antoinette Serret, est décédée vingt ans après lui, en 1991.

## Œuvres
- Interiora rerum, Grasset, Coll. Les Cahiers verts, 70, 1927
- Cum apparuerit, Coll. Terrasses de Lourmarin 19, Audin, 1930
- Les Îles, coll. "« Les Essais » no 7, Gallimard, 1933 Réédité dans la coll. « L'imaginaire », 1977
- La Philosophie de Jules Lequier, Vrin, 1936
- Santa Cruz et autres paysages africains, Coll. Méditerranéennes 4, Charlot, 1937
- Essai sur l'esprit d'orthodoxie, Gallimard, coll. Les Essais no 5, 1938
- Inspirations méditerranéennes, Gallimard, 1941
- Le Choix, Presses universitaires de France, 1941
- L’Existence, Gallimard, Coll. La Métaphysique, 1945
- Sextus Empiricus (traduction) Aubier, 1948
- Entretiens sur le bon usage de la liberté, Paris, Gallimard, 1948
- L'Esprit de la peinture contemporaine, Vineta, 1951
- Œuvres complètes de Jules Lequier (présentation), La Baconnière, 1952
- Lexique, Gallimard, Coll. Métamorphoses no 48, 1955
- À propos de l'humain, Gallimard, Coll. Les Essais no 74, 1955
- Les Grèves, Gallimard, 1957
- Sur la mort d'un chien, Gallimard, 1957
- L'esprit du Tao, Flammarion, 1957, réédition Flammarion, 1992
- L'existence malheureuse, Gallimard, 1957
- Essais sur la peinture contemporaine, Gallimard, 1959
- Lanskoy, Hazan, Coll. Peintres d'aujourd'hui, 1960
- Absolu et choix, Presses universitaires de France (Initiation philosophique), 1961
- Borès, Verve, 1961
- Lettres d'Égypte suivies d'Un Été au Liban, Gallimard, 1962
- L'Imitation et les principes de l'esthétique classique, C.D.U.(Les Cours de Sorbonne: Esthétique), 1963
- Entretiens avec dix-sept peintres non figuratifs, Calmann-Lévy, 1963, Réédition aux Éditions Folle Avoine, 1990
- Vicissitudes de l'esthétique et révolution du goût, C.D.U.(Les Cours de Sorbonne: Esthétique), 1965
- Célébration du miroir, Robert Morel, 1965
- La vie quotidienne, Gallimard, 1968
- Jules Lequier - La dernière page, Illustrations d'Ubac, Gaston Puel, 1968
- Albert Camus - Souvenirs, Gallimard, 1968
- Senancour: les plus belles pages(présentation), Mercure de France, 1968
- Lexique, illustrations de Hadju, Fata Morgana, Fata Morgana, 1969
- Entretiens avec Louis Foucher, Gallimard, 1969
- Quatre prières, illustrations de Madeleine Grenier, Gaston Puel, 1970
- L'art et ses problèmes, Éditions Rencontres, 1970
- Mušič, Le Musée de Poche, 1970
- Molinos: le guide spirituel (présentation), Fayard, 1970
- Mémoires intimes de X, Robert Morel, 1971
- Voir Naples, Gallimard, 1973
- Les poèmes brûlés, Nane Stern, 1973
- Réflexions sur quelques écrivains, Gallimard, 1973
- "Léon Zack", Pierre Courthion, Bernard Dorival, Jean Grenier, Le musée de poche, 1976
- Jacques, Calligrammes, 1979
- Portrait de Jean Giono, Robert Morel, 1979
- Miroirs, illustrations d’Árpád Szenes, Fata Morgana, 1980
- Jean Grenier - Georges Perros : correspondance 1950-1971, Calligrammes, 1980
- Correspondance avec Albert Camus (1932-1960), Gallimard, 1981
- Écrire et publier, Calligrammes, 1982
- Vie de Saint-Gens, suivi de Images de Saint-Gens par André de Richaud, Calligrammes, 1983
- Prières, illustrations de Zoran Mušič, Fata Morgana, 1983
- Le chant du voleur d'amour de Bilhana (présentation, édition de Jean Grenier), Calligrammes, 1983
- Écrits sur le quiétisme, Calligrammes, 1984
- Jean Grenier - Jean Paulhan : correspondance 1925-1968, Calligrammes, 1984
- Premier voyage en Italie - 1921, Calligrammes, 1986
- Ombre et lumière, illustrations de Pierre Tal Coat, Fata Morgana, 1986
- Mes candidatures à la Sorbonne, Calligrammes, 1987
- Les A-peu-près, Ramsay, 1987
- La dernière page, préface de Jean Clair, Ramsay, 1987
- Mes candidatures à la Sorbonne, Calligrammes, 1987
- Jean Grenier - René Etiemble : correspondance 1945-1971, Folle Avoine, 1988
- Carnets 1944 - 1971, collection "Pour Mémoire", Seghers, 1991 (repris par les Éditions Claire Paulhan, 1999)
- Sur l’Inde, avant-propos d’Olivier Germain-Thomas, Fata Morgana, 1994
- Sous l'occupation, Éditions Claire Paulhan, 1997

#### Autres ouvrages
- Max Jacob, Lettres à un ami. Correspondance 1922-1937 avec Jean Grenier. Pully-Lausanne, Vineta, 1951
- Albert Camus et Jean Grenier, correspondance 1932-1960, notes de Marguerite Dobrenn, Gallimard, 280 pages, 1981,  (ISBN 2-07-023175-5)
- Albert Camus et Jean Grenier, Toby Garfitt, Magdalen college, Oxford university,  (ISBN 90-5183-587-6), Actes du colloque de Keele, 1993